# Microsoft Office 98 Macintosh 版
Microsoft Office 98 Macintosh 版（Microsoft Office 98 Macintosh Edition，简称Office 98 Mac版）是一款美国微软公司开发的专为苹果公司旗下个人电脑操作系统Mac OS平台提供的Microsoft Office套件。在1998年1月6日的旧金山Macworld展会上首次亮相。它引入了Internet Explorer4.0网页浏览器以及Outlook Express——一个支持Usenet新闻组阅读器的互联网e-mail客户端。Office98由微软的Macintosh业务部门负责进行过重新设计，以满足客户需要更多“类Mac软件”的愿望。

## 概述
Microsoft Office 98 Macintosh 版是Mac平台首款支持QuickTime视频的office套件，是微软为了抢占Mac机用户，首次为苹果机提供的Mac Office版本。微软Office98中的应用程序如下：
- Microsoft PowerPoint 98
- Microsoft Word 98
- Microsoft Excel 98
- Outlook Express 4.0
- Internet Explorer 4.0

微软还十分罕见的另外发布了一个名为“Microsoft Office 98 Macintosh Gold Edition”的特别版。这个版本除了包含普通版本所有的应用套件外，还包含Microsoft FrontPage的Macintosh1.0版、Microsoft Bookshelf 98参考软件和Microsoft Encarta98 Macintosh豪华版。

## 系统需求
- 配备PowerPC处理器的Mac操作系统兼容电脑。
- System 7.5操作系统或更高版本。
- 运行一个应用程序至少需要配备16MB的物理内存，运行多个应用程序，建议配备32MB物理内存。
- 足够的硬盘空间，这取决于安装方法：“拖放安装”或“简易安装”（90 MB），“完整安装”（最小43MB到最大110MB）或“从CD运行或从网络运行”（7MB的客户端硬盘）。
- 一台CD-ROM驱动器.
- 一个8位色或4位灰度的显示器，至少640×400的分辨率。

以上所有均需要满足。

## 开发
Office 98 Mac版是Office 97的Mac平台版本，大部分功能是建立在Office 97 for Windows版本的基础上。在2007年公开的反垄断案中公开的备忘中所述，在开发初期，微软曾威胁苹果停止开发Mac版Office。

## 评价
2009年11月，英国IT网站V3评选出微软有史以来最优秀的十款产品，Office 98 Mac版排名第七。

## 扩展阅读
- . The Atlanta Journal and The Atlanta Constitution. January 4, 1998: H02  [2008-11-17]. （原始内容存档于2016-03-03）.
- Crabb, Don. . Chicago Sun-Times. January 1, 1998  [2008-11-17]. （原始内容存档于2016-03-03）.